# Chlorophytum zingiberastrum
Chlorophytum zingiberastrum är en sparrisväxtart som beskrevs av Inger Nordal och Axel Dalberg Poulsen. Chlorophytum zingiberastrum ingår i släktet ampelliljor, och familjen sparrisväxter. Inga underarter finns listade i Catalogue of Life.